# El Cerrito (California)
El Cerrito è un comune degli Stati Uniti d'America, situato nello Stato della California, nella contea di Contra Costa.